# Ordre de la Vérendrye
L'Ordre de La Vérendrye est la plus haute distinction décernée par la ville de Trois-Rivières (Québec, Canada). Cet ordre a été institué par le Conseil municipal de la Ville de Trois-Rivières en 1985, au moment du tricentenaire de la naissance du sieur de La Vérendrye.

## Description
Depuis 40 ans, la Ville de Trois-Rivières souligne l'action méritoire et exemplaire de personnes qui ont contribué au mieux-être de leurs concitoyens et au rayonnement de la ville en leur décernant l'Ordre de La Vérendrye. Ce titre est permanent et peut être décerné à titre posthume.
Pour être admissible, la personne proposée doit :
- S’être démarquée en contribuant au mieux-être de la population trifluvienne, au rayonnement de la ville et dont l’engagement est remarquable;
- Avoir agi à titre de bénévole dans le cadre de son engagement;
- Ne pas déjà avoir reçu cet honneur dans les années antérieures.

Ne sont pas admissibles :
- Ancienne ou ancien lauréat;
- Membres du conseil municipal actuel;
- Famille immédiate des membres du conseil municipal actuel;
- Les candidatures où une personne a pris l'initiative de proposer sa propre candidature;
- Les candidatures dont le formulaire n'est pas dûment complété et/ou qu'il ne respecte pas les exigences demandées;
- Employées ou employés en fonction de l’administration publique municipale, provinciale et nationale;
- Députées ou députés de l’assemblée nationale du Québec en fonction, et leurs employées et employés;
- Députées ou députés à la Chambre des communes en fonction, et leurs employées et employés.

Les candidatures sont proposées par des citoyens ou des organismes. Elles sont ensuite examinées par un comité de sélection formé de membres du Conseil municipal, qui fait des recommandations au maire. L'Ordre est décerné à l'automne de chaque année lors d'une cérémonie civique.

## Récipiendaires
- 1985 : Denise Grenier-Doyle, Estelle Lacoursière, André Piché et Jean-Claude Proulx
- 1986 : Léopold Auger, Jean Boileau et Lucia Janelle
- 1987 : Léo Cloutier, Jérôme Jacob et Fernand Marion
- 1988 : Blanche Houle, Claude Mongrain et Claude Thompson
- 1989 : Jean-Guy Laferté, Gérard Lessard et André Young
- 1990 : Gisèle Cabana, Mario Côté et Liette Lafontaine
- 1991 : Gaston Bellemare, Jean Hamel et Suzanne Savard
- 1992 : Louise L.-Maheux, Sylvie Tourigny et Laurent Verreault
- 1993 : Guy Boisclair, Huguette Lafleur-Alarie et Gilles Lamarre
- 1994 : Georgette Beaudry, Roland Labissonnière, Charlotte Lampron-Bournival, Jean-Marc Paradis et Réal Proulx (à titre posthume)
- 1995 : Pearl Berg, Soula Pelletier et Antoinette Piquette
- 1996 : Pierre Ferron, Yves Gabias et Lisette Tremblay
- 1997 : Françoise Couture, Pierre Grenier et Douglas Thibeault
- 1998 : Barbara Fenton, Jeannine Granchamp, Augustin Laneville et Clément Riopel (à titre posthume)
- 1999 : Fernand Bédard, Jacques Bégin et Bertha Roach
- 2000 : Yves Carpentier, Georges Meyers et Nicole Poirier
- 2001 : André Aubert, Marguerite Langlois et Sylvie Tardif
- 2002 : Raymonde Catellier, Louis Gince et Jean Poliquin
- 2003 : Lucien Chevrette, Jean-Paul "Jim" Girard et Francine Vallières
- 2003 (à la suite de la fusion) : Dr. André Aubry, Pierre Berlinguet, Nicole Boisvert, Claude Bolduc, Jean-Louis Bordeleau, Yves Carpentier, Pierre Catellier, Carole Chevalier, Cyrille Côté, Armand Dionne, Jacques Dionne et Jacques Dubois
- 2003 (suite) : Colombe Héon, Jacques Jobidon, Georges Lambert, Michel Légaré, Jules Lemay, Maurice Loranger, Jeannette M. Sévigny, Armand Marcotte, Jean-Claude Martel, Pierre Martel, Paul Morel, Gabrielle Morin, François Normand, Fernand Pellerin, Roger Picard, Hélène Lampron-Picard et Yves Therrien
- 2004 : Brian Barton, Mariette Cheney, Roland Cyrenne et Roland Leclerc (à titre posthume)
- 2005 : Alain Gaudet (à titre posthume), Mathieu Jobin, Yvon Marineau et Micheline Roy-Bournival
- 2006 : Maryse Baribeau, Paul Charest et Raymond Loranger
- 2007 : Lise Germain, Marguerite Paquin et Paul-Émile Thiffault
- 2008 : François Dubois, Stella Montreuil et Joël Saint-Pierre
- 2009 : Jean Fournier, André Lemyre, Jean-Guy Talbot et Fabiola Toupin
- 2010 : François De Lagrave, Carol Kane et André Trahan
- 2011 : Fernande Boisvert, André Pleau, Laurent Pontbriand, Madeleine Roy et Jean-Marc Denommé (à titre posthume)
- 2012 : Luce Mongrain, Jules Pinard et Carol Projean
- 2013 : Clément Duhaime (remise spéciale), Mimi Aubert, Judith Bastien, André Ferland et Léopold Gagnon (à titre posthume)
- 2014 : Noëlla Lefebvre, Robert Parenteau et Denis Simard
- 2015 : Claude Baron, Angèle Brouillette et Marc Brunelle
- 2016 : Denys Beaudin, Carmen Cossette et Jacqueline Deschênes-Giroux
- 2017 : Percy Bridges, Diane Chaîné, Lucie Dallaire et Abbé Denis Gervais
- 2018 : Carole Bellerose, Alain Levasseur et Guy-Paul Magny
- 2019 : Philippe Malchelosse, Abbé Jean Panneton et Gerry Rochon (à titre posthume)
- 2020 et 2021 : aucune cérémonie en raison de la pandémie
- 2022 : Claude Aubry, Jean-Pierre Bourassa, Gilles Désaulniers (à titre posthume), Michel Lemay et Marie-Josée Tardif
- 2023 : Jean-Marc Bouchard, Guy Gagnon, Jo Ann Lanneville et Marguerite Paquet
- 2024 : Yves Boucher, Gaston Desrochers, Alain Gélinas, Micheline Guillemette et Rebecca Heinisch